# Attilio Ruffini
Attilio Ruffini, italijanski politik, * 31. december 1925, Mantova, Italija, † 23. junij 2011, Rim.
Ruffini je bil minister za transport Italije, minister za obrambo Italije (1977-1980) in minister za zunanje zadeve Italije (1980).
Bil je član Krščanske demokracije.